# 陶磁 (雑誌)
『陶磁』(とうじ)は美術研究誌。奥田誠一らが編集し東洋陶磁研究所が発行した不定期発行誌。1927年（昭和2年）11月より1943年（昭和18年）5月にかけて73回刊行。第二次世界大戦開戦直前から終戦前の時代にかけて日本、中国、朝鮮の陶磁器に関する研究内容を写真図版入りで紹介した。予定された執筆者による文章と受け付けた投稿から選ばれた文章とを掲載した。

## 成立の経緯
奥田誠一は自らが編集する美術研究誌『東洋陶磁集成』を1925年（大正14年）より4輯にわたり辻本写真工芸社出版部より発行し、引き続いて1931年（昭和6年）より8輯を東洋陶磁研究所より発行していた。これがおよそ年1輯の刊行体制であったものに対して、年4回から6回の刊行を目指して新たな形式の研究誌を発刊することとした。
東洋陶磁研究所による公開講演会の筆記記録を掲載することが可能になり、奥田らによる講演の内容を、彩壷會講演会等の記録出版によらずに公表できることとなった。
編集者らは、雑誌に掲載する研究の価値水準を「學的高さに引上げたい」と志向していた。誌上に見られる窯業美術、窯業藝術、陶磁器學といった言葉は便宜的な表現であって、定義が存在していないという現実があったからである。
なお、雑誌表紙の「陶磁」の文字は、本阿弥光悦の筆と伝わっていた京都本法寺所蔵の法華題目抄から集字拡大したもの。